# Isla Miramar
Isla Miramar är en ö i Mexiko.   Den ligger i delstaten Baja California, i den nordvästra delen av landet, 2 000 km nordväst om huvudstaden Mexico City.